# راوی چوپرا
راوی چوپرا (انگلیسی: Ravi Chopra) یک کارگردان فیلم، تهیه‌کننده فیلم اهل هند بود.

## فیلمشناسی
از فیلم‌های که توسط کارگردانی شده می‌توان فیلم‌های زیر را اشاره کرد
- وجدان (فیلم ۱۹۷۵) (۱۹۷۵)
- قطار سوزان (فیلم) (۱۹۸۰)
- صدای امروز (۱۹۸۴)
- آستانه (فیلم ۱۹۸۶) (۱۹۸۶)
- باغبان (فیلم ۲۰۰۳) (۲۰۰۳)
- بابل (فیلم ۲۰۰۶ هندی) (۲۰۰۶)